# استان آبانسی
استان آبانسی (به اسپانیایی: Abancay Province) یک استان در پرو است که در منطقه اپوریماک واقع شده‌است.